# Arremon flavirostris
Arremon flavirostris là một loài chim trong họ Emberizidae.